# Socha Krista Krále
Socha Krista Krále je nejvyšší socha Ježíše Krista na světě (pokud se do výšky sochy započítává i koruna). Nachází se ve městě Świebodzin v Lubušském vojvodství v Polsku.
Sochu si roku 2000 objednala diecéze zelenohorsko-gorzowská. Socha je vysoká 52 m a váží 440 tun. Slavnostně byla odhalena 21. listopadu 2010.
Památník je postavený na Sulechowské ulici v Świebodzině na 16 m vysokém návrší z kamenů a suti. Pomník má výšku 36 metrů (s korunou) a je postaven z vláknobetonu vyztuženého ocelovou výztuží. Koruna, která je celá pozlacená, má v průměru 3,5 metru a je 3 metry vysoká. Hlava Krista je 4,5 m vysoká a váží 15 tun. Každá ruka je 6 metrů dlouhá a vzdálenost mezi konci prstů činí 24 m.
Autorem je sochař Mirosław Kazimierz Patecki.
V roce 2011 obdržela socha architektonickou anticenu za nejošklivější stavbu roku Makabryła roku 2010.

## Galerie

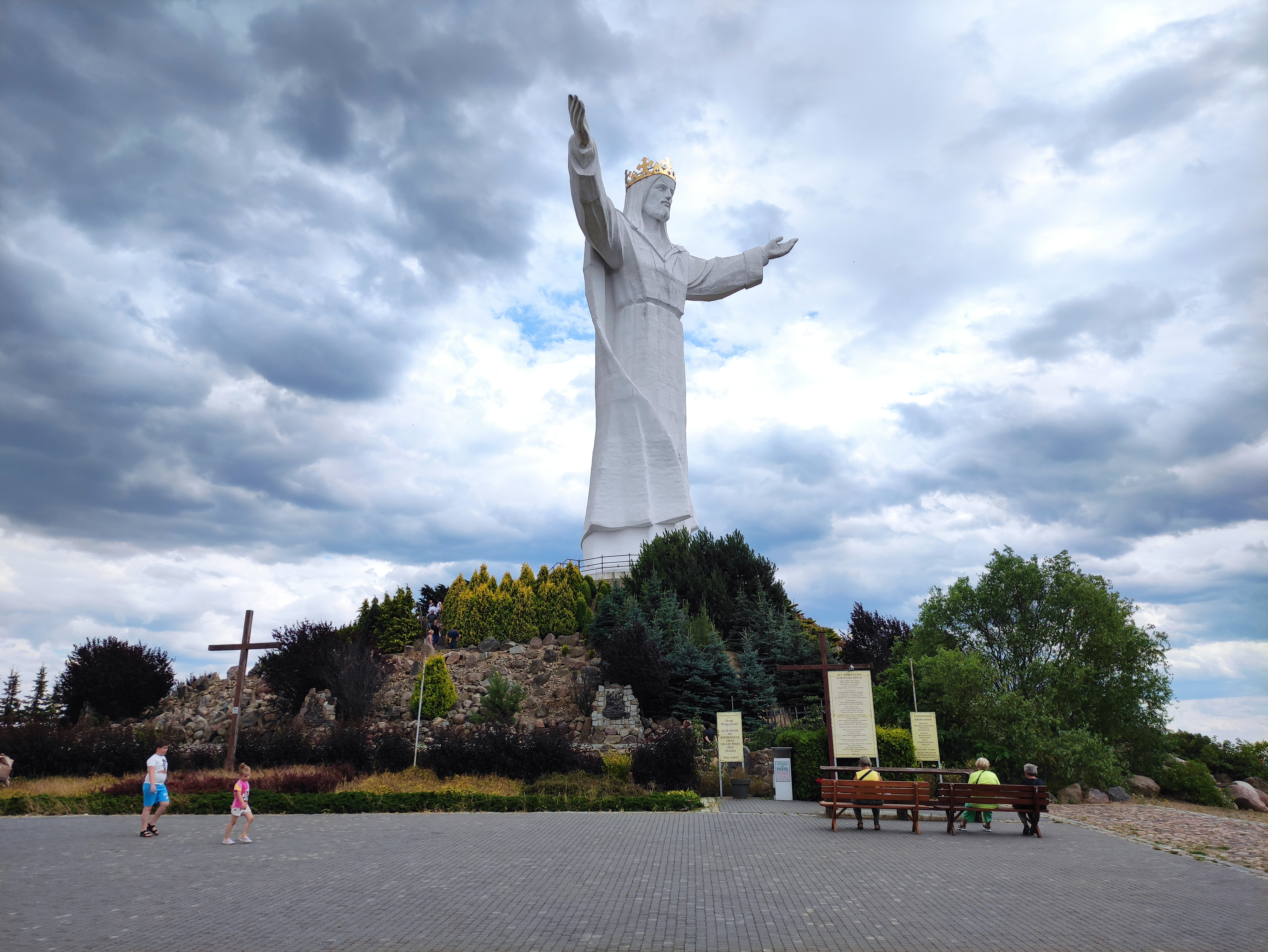
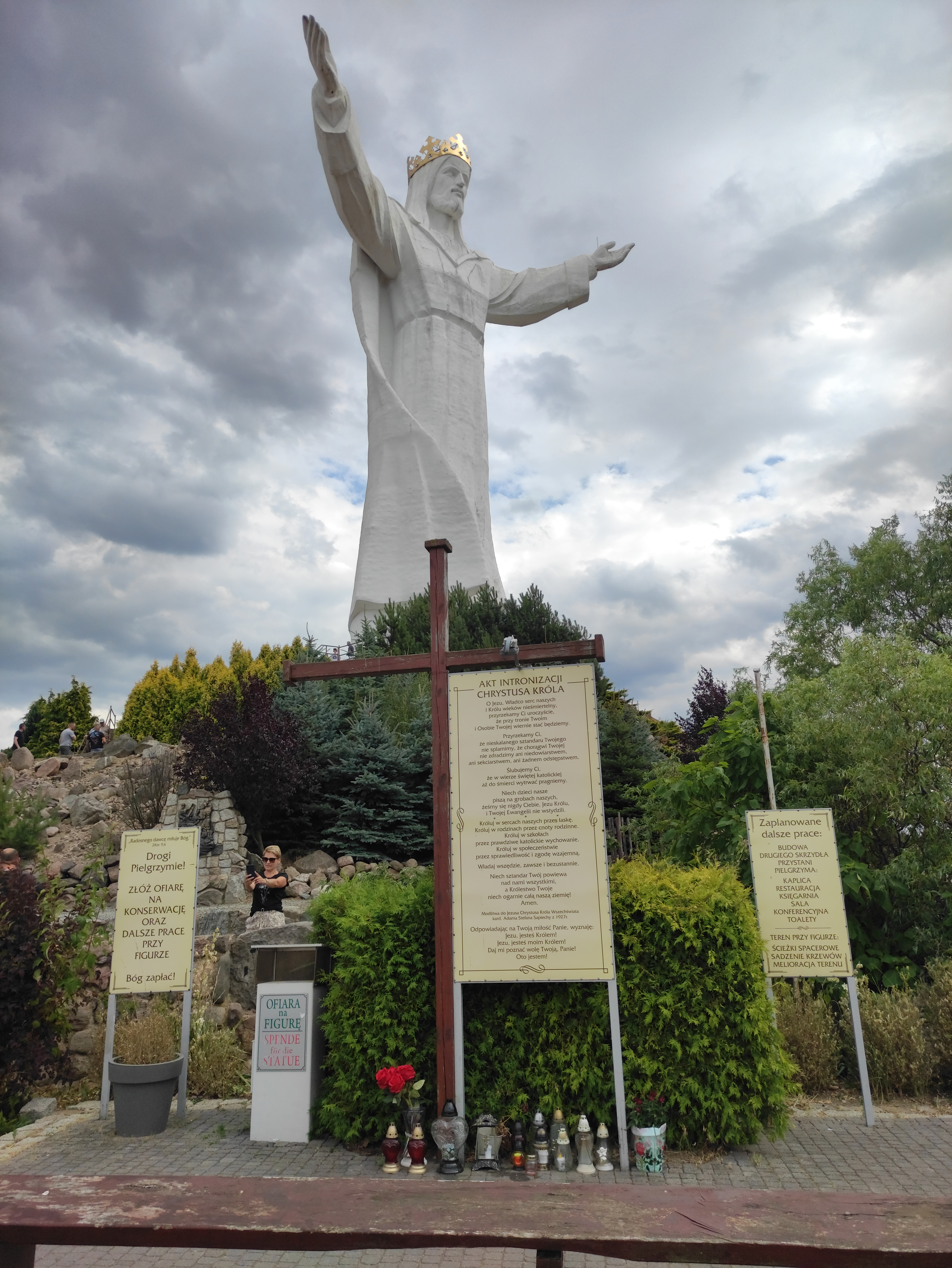